# C. H. Walther Kühn
Carl Heinrich Walther Kühn (meist C. H. Walther Kühn; * 30. August 1895 in Innsbruck; † 22. Dezember 1970) war ein österreichischer Maler und Graphiker.

## Leben
Walther Kühn wurde als Sohn des aus Dresden stammenden Photographen Heinrich Kühn in Innsbruck geboren, wo er die Staatsgewerbeschule absolvierte. Anschließend studierte er ein Jahr an der Akademie der bildenden Künste Wien bei Ferdinand Schmutzer und Rudolf Bacher und ab November 1914 an der Akademie der bildenden Künste München bei Heinrich von Zügel, Hugo von Habermann, Franz von Stuck und in der Meisterklasse von Adolf Hengeler. Bei Max Doerner und Heinrich Kluibenschedl erlernte er die Freskomalerei. Ab 1925 war er als freischaffender Künstler in Innsbruck tätig. Daneben gab er Zeichenkurse an der Universität Innsbruck.
Zu Kühns Werken gehören Porträts, Landschaften, Blumen, Akte, Zeichnungen, Lithographien, farbige Radierungen sowie figürliche Wandmalereien, darunter die bäuerlich-idyllischen, teilweise symbolhaften Wandbilder im Stile der „Blut-und-Boden“-Romantik des Nationalsozialismus an mehreren Häusern der 1943 errichteten Südtiroler-Siedlung in Reutte.

## Ausstellungen
- Tiroler Landesmuseum Ferdinandeum, 1937
- Tiroler Kunstpavillon, 1953, 1959, 1965, 1976

## Werke im öffentlichen Raum

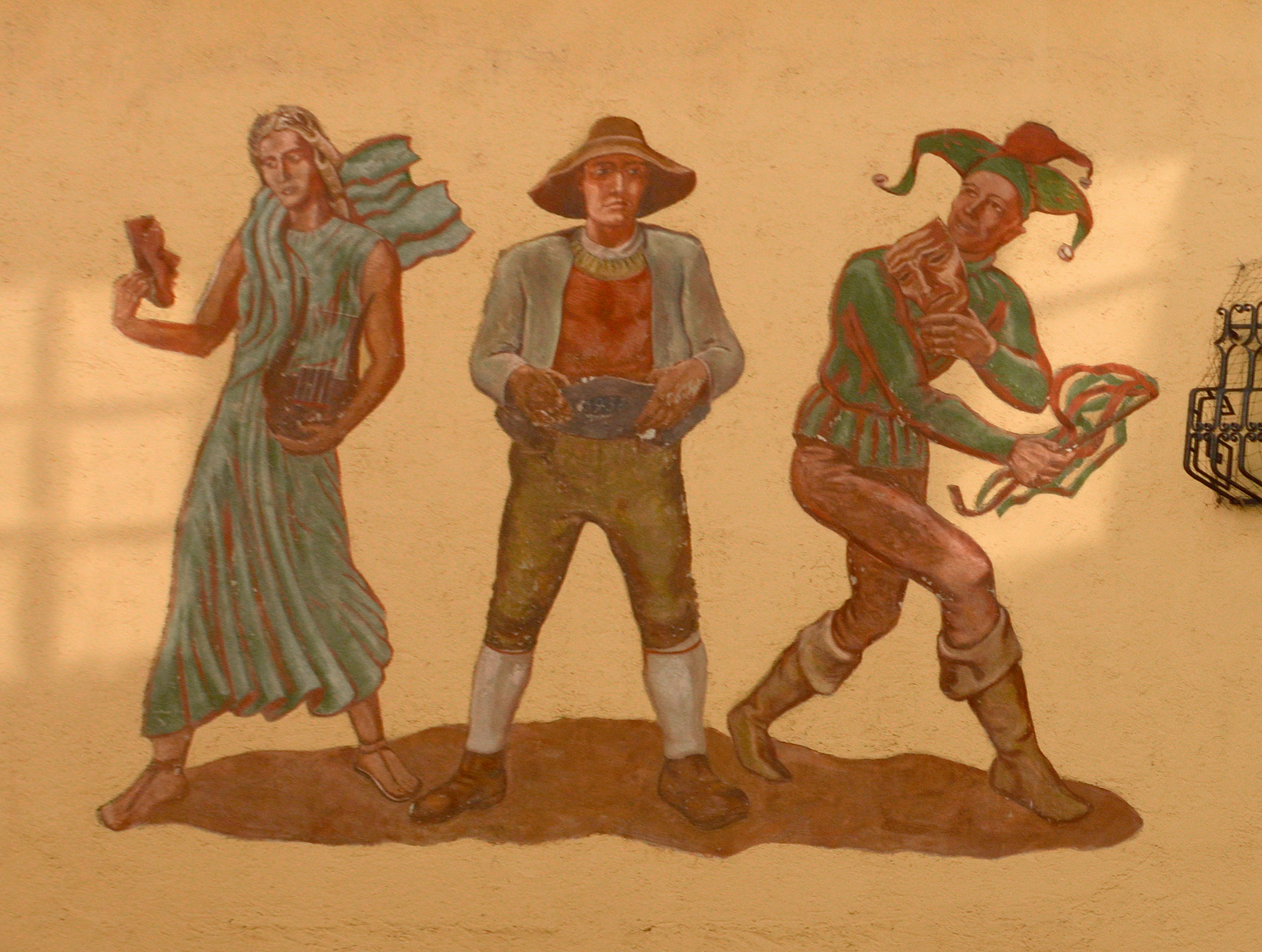
Bauer, Muse, Narr am ehemaligen Kino in Hall

- Fassadenmalerei Bauer, Muse, Narr am ehemaligen Kino, Hall in Tirol, um 1938[1]
- Fassadenmalereien an den Häusern der Südtiroler-Siedlung in Reutte, 1943[5][6][7][8][9][10][11][12][13][14]
- Wandmalerei hl. Florian am Feuerwehr-Gerätehaus Rinn, 1954[15]